# Crocynia gossypina
Crocynia gossypina är en lavart som först beskrevs av Olof Swartz, och fick sitt nu gällande namn av A. Massal. 1860. Crocynia gossypina ingår i släktet Crocynia och familjen Crocyniaceae.   Inga underarter finns listade i Catalogue of Life.